# Juratzkaea sinensis
Juratzkaea sinensis là một loài rêu trong họ Stereophyllaceae. Loài này được M. Fleisch. ex Broth. mô tả khoa học đầu tiên năm 1925.